# Renderfarm
Eine Renderfarm ist ein Computercluster, der zum Rendern von 3D-Computergrafiken und Computeranimationen genutzt wird. Üblicherweise werden handelsübliche IBM-kompatible- oder Apple-Computer unter den Betriebssystemen Linux, Mac OS X oder Windows verwendet. Selten kommen auch UNIX-Systeme wie Solaris oder FreeBSD zum Einsatz.
Gegenüber einem einzelnen Supercomputer zum Berechnen der Bilder hat die Renderfarm diverse Vorteile: Wenn ein einzelner Computer ausfällt, rechnen die anderen Systeme weiter, d. h. der ausgefallene Computer kann im laufenden Betrieb ersetzt werden. Steht nicht genügend Rechenkapazität zur Verfügung, kann die Renderfarm leicht erweitert werden. Die einzelnen Computer sind günstig und problemlos erhältlich und können nach Abschluss des Projekts anderweitig genutzt werden. Auch ist es möglich, die ohnehin in einem Unternehmen vorhandenen Büro-Computer zur Nachtzeit für Rendering-Aufgaben mitzunutzen. Die zugrundeliegende technische Thematik wird eingehend im Artikel Rechnerverbund dargestellt.
Viele 3D-Grafikprogramme verfügen bereits im Standardumfang oder als Modul über die Möglichkeit, eine Renderfarm aufzubauen. Diese einfache und preiswerte Verfügbarkeit hat gerade für Film- und Animationsprojekte mit geringem Budget Produktionsmöglichkeiten geschaffen, die vor einigen Jahren nur großen Filmstudios vorbehalten war.
Renderfarmen kamen unter anderem bei aufwendigen 3D-Animationen für Kinofilme wie Der Herr der Ringe oder Titanic zum Einsatz.
Wurden sie früher fast ausschließlich von Filmstudios für Computereffekte benutzt, so gibt es heute auch einige kommerzielle Renderfarm-Betreiber.